# David Johnson (friidrottare)
David Moffatt "Don" Johnson, född 30 april 1902 i Lachine (numera stadsdelsområde i Montréal), död 1973, var en kanadensisk kortdistanslöpare.
Johnson studerade vid McGill University och deltog i olympiska sommarspelen 1924 i Paris där han slutade på fjärde plats i herrarnas 400 meter och 4 x 400 meter. Storbritanniens Eric Liddell, USA:s Horatio Fitch och Storbritanniens Guy Butler fick medaljerna i den individuella tävlingen. I stafetten gick medaljerna till USA, Sverige och Storbritannien.